# Mikhaïl Popov
Mikhaïl Grigórievitx Popov (en rus: Михаи́л Григо́рьевич Попо́в), va néixer el 5 (17) d'abril de 1893 a Volsk i va morir el 18 de desembre de 1955 a Leningrad, va ser un botànic rus soviètic famós per les seves expedicions científiques a la Sibèria, als Carpats, al Kazakhstan i a l'Àsia central, així com a l'Extrem Orient Rus del qual va portar exemplars botànics per al jardí botànic de Sibèria situat a Novosibirsk. Es va especialitzar en fitogeografia i va estudiar plantes en particular del tipus mediterrani o de la taigà. Va ser membre corresponsal de l'Acadèmia de Ciències de l'RSS d'Ucraïna (1945) i el 1960 va rebre el Premi Komarov a títol pòstum.

## Carrera
Mikhaïl Popov va impartir classes del 1917 al 1927 a la Universitat de Saràtov, després a la Universitat de Taixkent (llavors anomenada Universitat de l'Àsia Central), on va tenir com a estudiant Alexei Vvedenski. De 1927 a 1940, va treballar successivament a l'Institut d'Agronomia de Leningrad, a la filial del Kazakhstan de l'Acadèmia de Ciències de l'URSS, i finalment al jardí botànic de Batum. Després va ser nomenat professor de la Universitat de Samarcanda fins al 1944. L'any següent, va ser professor de la Universitat de Kíiv i els tres anys següents professor de la Universitat de Lviv. Del 1948 al 1950 va dirigir el departament botànic de la branca de l'Acadèmia de Ciències de l'URSS a Sakhalín. Després va dirigir el departament de biologia del laboratori de flora i geobotànica al jardí botànic de Sibèria de Novosibirsk.
El 1933 enmig del terror estalinista, va ser arrestat per acusacions d'accions antisoviètiques, però aviat va ser alliberat per falta de proves. Tot i això, se li va prohibir romandre a Moscou o a Leningrad i, per tant, se'n va anar cap al Kazakhstan, després a Batum.
Està enterrat al cementiri de Sant Serafí de Leningrad, avui Sant Petersburg.

## Eponímia
Gèneres
- (Campanulaceae) Popoviocodonia Fed. 1957

- (Plumbaginaceae) Popoviolimon Lincz.[3]

Espèciesmés de 100